# Ernest Keeley
Ernest James Keeley (ur. 26 maja 1890 w Pretorii, zm. 23 lipca 1918 w nieznanym miejscu we Flandrii) – południowoafrykański strzelec sportowy specjalizujący się w konkurencjach karabinowych, olimpijczyk.
Keeley wystartował podczas V Letnich Igrzysk Olimpijskich w 1912 roku w czterech konkurencjach. Najlepszy wynik indywidualnie osiągnął w strzelaniu z karabinu wojskowego z 300 metrów w trzech postawach – zajął 13. miejsce zdobywając 89 punktów. W strzelaniu z karabinu dowolnego z 300 metrów w trzech postawach 56. miejsce. W konkurencjach drużynowych zajmował kolejno 6. miejsce w strzelaniu z karabinu dowolnego z 300 metrów w trzech postawach oraz 4. miejsce w strzelaniu z karabinu wojskowego.